# Zunyit
Zunyit ist ein selten vorkommendes Mineral aus der Mineralklasse der „Silikate und Germanate“ mit der chemischen Zusammensetzung Al12[(OH)14|F4|Cl|AlO4|Si5O16] und damit chemisch gesehen ein Aluminium-Silikat mit zusätzlichen Chlor-, Fluor- und Hydroxidionen. Strukturell gehört Zunyit zu den Gruppensilikaten.
Zunyit kristallisiert im kubischen Kristallsystem und entwickelt meist gut ausgebildete tetraedrische oder pseudo-oktaedrische Kristalle. In reiner Form ist Zunyit farblos und durchsichtig mit einem glasähnlichen Glanz auf den Kristallflächen. Durch vielfache Lichtbrechung aufgrund von Gitterbaufehlern oder polykristalliner Ausbildung kann er aber auch weiß erscheinen, wobei die Transparenz entsprechend abnimmt. Durch Fremdbeimengungen kann Zunyit zudem eine grauweiße bis fleischrote Farbe annehmen.
Mit einer Mohshärte von 7 gehört Zunyit zu den harten Mineralen, die ähnlich wie das Referenzmineral Quarz in der Lage sind, Fensterglas zu ritzen.

## Etymologie und Geschichte
Erstmals entdeckt wurde Zunyit in der „Zuni Mine“ (Zuñi Mine) am Anvil Mountain nahe Silverton im US-Bundesstaat Colorado und beschrieben 1883 von William Francis Hillebrand (1853–1925), der das Mineral nach seiner Typlokalität benannte.
Das Typmaterial des Minerals wird in der Sammlung des National Museum of Natural History in Washington, D.C. (USA) unter der Katalog-Nr. 049082 aufbewahrt.

## Klassifikation
In der veralteten 8. Auflage der Mineralsystematik nach Strunz gehörte der Zunyit zur Mineralklasse der „Silikate“ und dort zur Abteilung „Gruppensilikate (Sorosilikate)“, wo er als einziger Vertreter in der Gruppe „Zunyit“ mit der Systemnummer VIII/B.20 steht.
In der zuletzt 2018 überarbeiteten Lapis-Systematik nach Stefan Weiß, die formal auf der alten Systematik von Karl Hugo Strunz in der 8. Auflage basiert, erhielt das Mineral die System- und Mineralnummer VIII/C.36-010. Dies entspricht der Klasse der „Silikate“ und dort der Abteilung „Gruppensilikate“, wo Zunyit als einziges Mineral eine unbenannte Gruppe mit der Systemnummer VIII/C.36 bildet.
Die von der International Mineralogical Association (IMA) zuletzt 2009 aktualisierte 9. Auflage der Strunz’schen Mineralsystematik ordnet den Zunyit in die Klasse der „Silikate und Germanate“ und dort in die Abteilung „Gruppensilikate (Sorosilikate)“ ein. Hier ist das Mineral in der Unterabteilung „Gruppensilikate mit Si3O10, Si4O11 usw. Anionen; Kationen in oktaedrischer [6]er- und/oder größerer Koordination“ zu finden, wo es als einziges Mitglied eine unbenannte Gruppe mit der Systemnummer 9.BJ.55 bildet.
In der vorwiegend im englischen Sprachraum gebräuchlichen Systematik der Minerale nach Dana hat Zunyit die System- und Mineralnummer 57.03.01.01. Das entspricht der Klasse der „Silikate“ und dort der Abteilung „Gruppensilikate: Insulare (Si3O10) und größere nichtzyklische Gruppen mit Si3O10-Gruppen“. Hier findet er sich innerhalb der Unterabteilung „Gruppensilikate: Insulare (Si3O10) und größere nichtzyklische Gruppen mit Si5O16-Gruppen“ als einziges Mitglied in einer unbenannten Gruppe mit der Systemnummer 57.03.01.

## Kristallstruktur

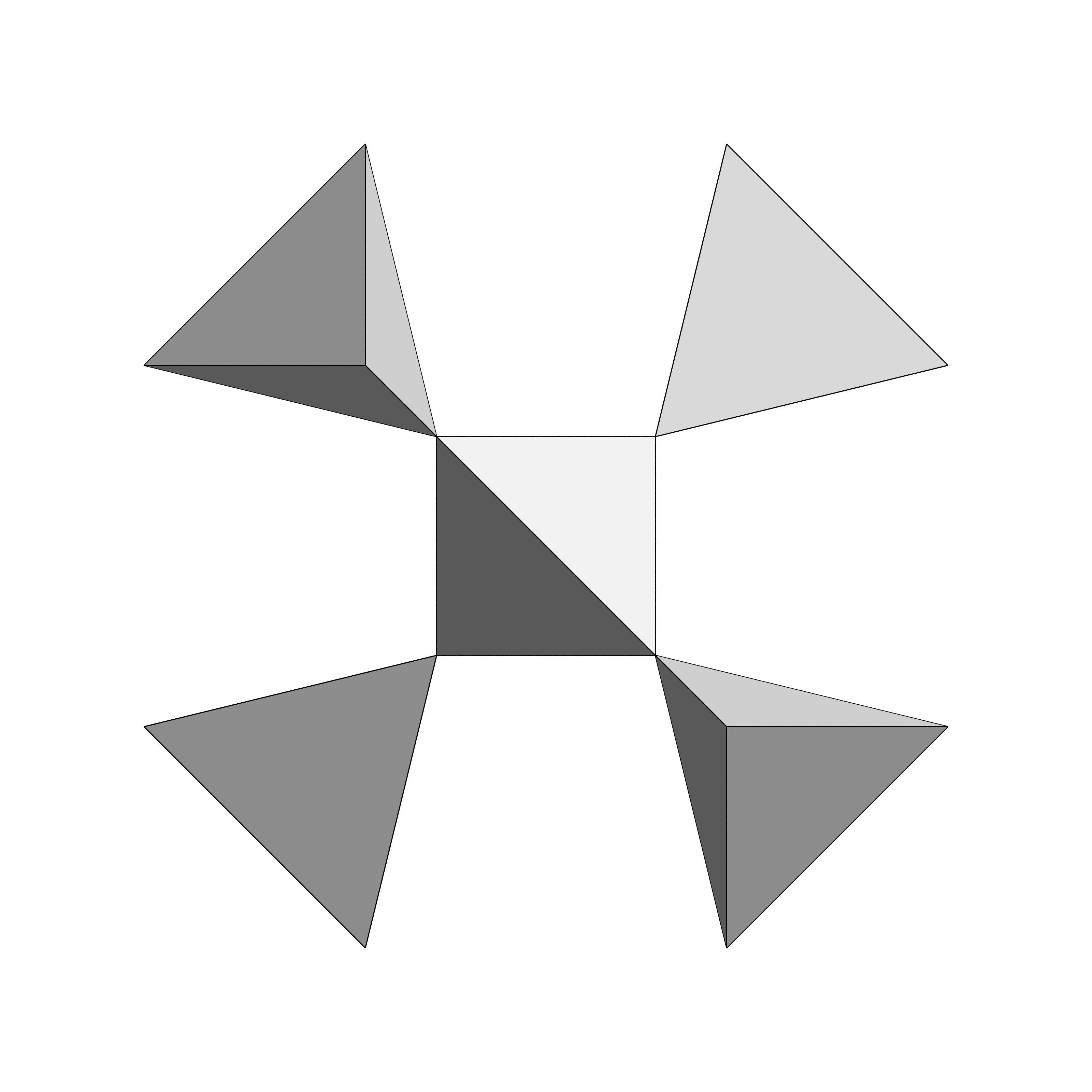
Offen verzweigte 3er Einfach-Silikatgruppe des Zunyit

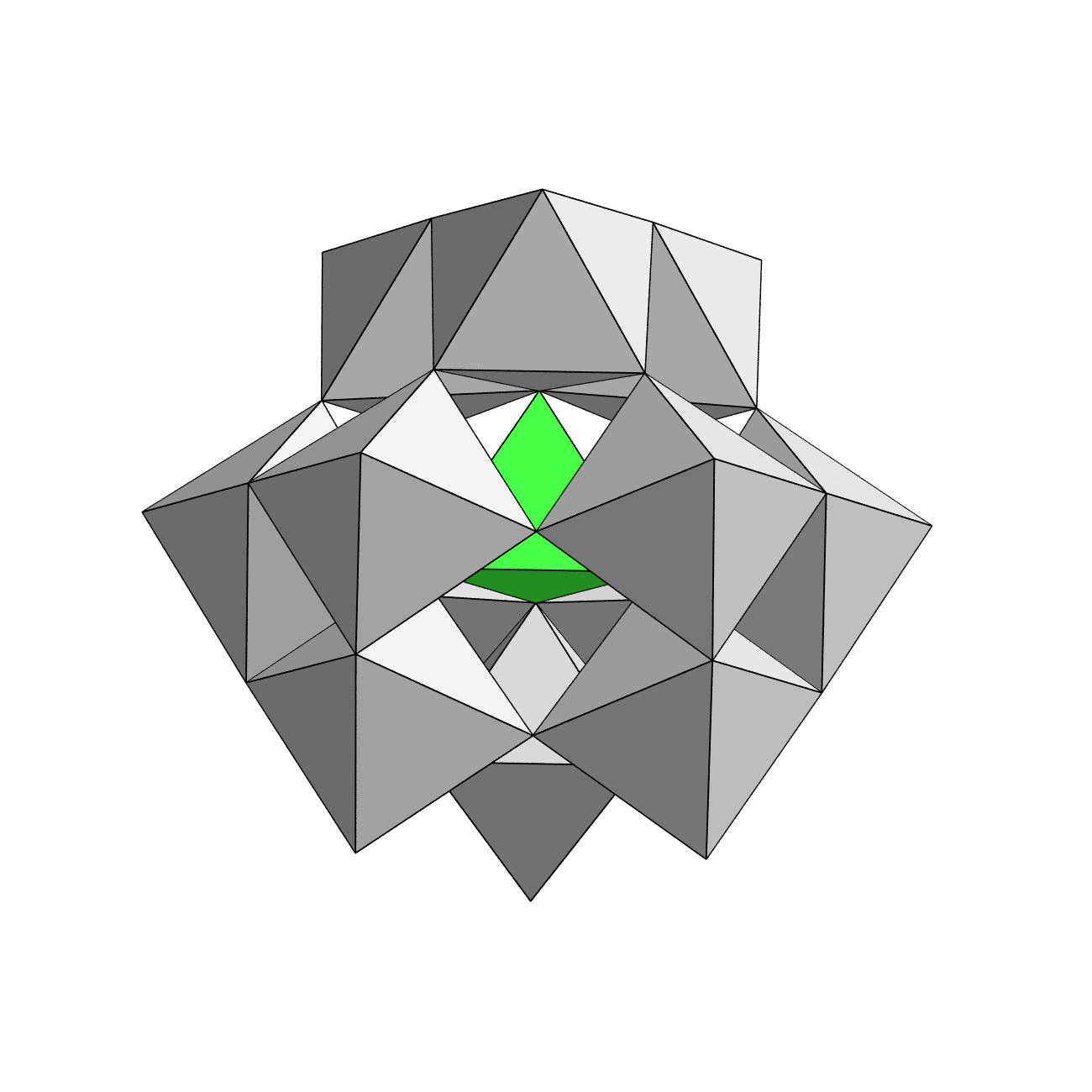
Al-13-Keggin-Komplex des Zunyit: grau: äußere Al-Oktaeder; grün: zentraler Al-Tetraeder

Zunyit kristallisiert kubisch in der Raumgruppe F43m (Raumgruppen-Nr. 216) mit dem Gitterparameter a = 13,88 Å sowie 4 Formeleinheiten pro Elementarzelle.
Silikatgruppe
Nach der Klassifikation von Liebau ist Zunyit ein offen verzweigtes 3er-Einfach-Gruppensilikat. Die Silikatgruppe besteht aus insgesamt fünf Silikat-Tetraedern mit der Teilformel [Si5O16]12−, die an den Ecken über gemeinsam genutzte Sauerstoffatome miteinander verbunden sind. Drei der Tetraeder bilden dabei eine Kette, von dessen Mitteltetraeder zwei einzelne Silikattetraeder offen abzweigen. Ungewöhnlich für Silikate ist die nahezu lineare Si-O-Si-Bindung mit einem Winkel von rund 170°.
Im zentralen SiO4-Tetraeder kann Si4+ teilweise durch Al3+ ersetzt werden. In synthetischen Zunyit konnte zudem der Ersatz SiO4 durch (OH)4 nachgewiesen werden, wie er z. B. auch in Hydrogranaten vorkommt.
Zunyit ist das einzige Silikat mit diesen Silikatpentamer. Vergleichbar ist nur das [AlSi4(O,OH)16]-Komplexanion des Harkenit und das [MgSi4O16]-Komplexanion des Rondorfit.
Aluminiumbaugruppe
Aluminium ist sowohl tetraedrisch von 4 Suerstoffen umgeben wie auch oktaedrisch von 6 Sauerstoffen und Fluor und bildet Al13O16(OH)24-Baugruppen mit der Struktur von Keggin-Komplexionen.
Drei AlO4(OH,F)2-Oktaeder sind über gemeinsame Kanten verknüpft. Vier dieser Dreiergruppen sind über Ecken (gemeinsame Sauerstoffe) so verbunden, dass sie einen Hohlraum umschließen, in dessen Zentrum sich AlO4-Tetraeder befindet. Die Ecken dieses Tetraeders liegen auf den zentralen Sauertoffen der Al-Oktaeder-Dreiergruppen. Diese Al13O16(OH)24-Keggin-Komplexe sind über gemeinsame Oktaederecken und die [Si5O16]-Anionen miteinander verbunden.
Solche Keggin-Komplexionen spielen eine wichtige Rolle bei der Löslichkeit von Aluminium und anderen Metallen. Al-13-Komplexe treten außer im Zunyit vor allem in Aluminiumsalzen (Sulfate, Selenate) und deren Lösungen auf.

## Eigenschaften
Unter UV-Licht zeigen manche Zunyite eine rote Fluoreszenz.

## Bildung und Fundorte
Zunyit bildet sich in hochgradigen, aluminiumhaltigen Schiefern und hydrothermal umgeformten, vulkanischen Gesteinen. Begleitminerale sind unter anderem Alunit, Diaspor, Hämatit, Kaolinit, Pyrit, Pyrophyllit, Quarz und Rutil.
Als seltene Mineralbildung konnte Zunyit nur an wenigen Fundorten nachgewiesen werden, wobei bisher rund 100 Fundorte dokumentiert sind (Stand: 2020). Neben seiner Typlokalität „Zuni Mine“ fand man das Mineral in den USA noch an mehreren Orten in den Dome Rock Mountains, bei San Manuel (Pinal County) und Alum Gulch (Santa Cruz County) in Arizona; am Mount Robinson (Custer County), am Horse Creek (Dolores County), in den Red Mountains (Ouray County), im Saguache County und an weiteren Stellen im San Juan County in Colorado; bei Butte in Montana; Buckskin (Douglas County), Scraper Springs (Elko County) und Robinson (White Pine County) in Nevada; am Clubb Mountain und bei Hillsborough in North Carolina sowie in den Tintic Mountains in Utah.
Weitere Fundorte liegen in der Provinz Bejaia in Algerien; King George Island in der Antarktis; Catamarca, La Rioja und Salta in Argentinien; auf Tasmanien in Australien; in Aserbaidschan; am Cerro Tazna in den bolivianischen Cordillera de Chichas; Brumado im brasilianischen Bundesstaat Bahia; bei Panagjurischte und Chelopech (Oblast Sofia) in Bulgarien; an mehreren Orten in der Región de Atacama in Chile; in Zijinshan und Qinglong (Qinhuangdao) in China; auf Honshū in Japan; auf Vancouver Island in Kanada; bei Ojuu Tolgoi in der Mongolei; in der marokkanischen Provinz Ouarzazate (Souss-Massa-Draâ); bei Otuzco in der peruanischen Provinz La Libertad; in Mankayan auf den Philippinen; im Apuseni-Gebirge in Rumänien; bei Bor in Serbien; in den slowakischen Regionen Banská Bystrica und Košice; in der spanischen Provinz Almería; bei Doornfontein am Nordkap in Südafrika; im ungarischen Komitat Fejér sowie bei Embleton (Cumbria) im Vereinigten Königreich.